# Tidssignal

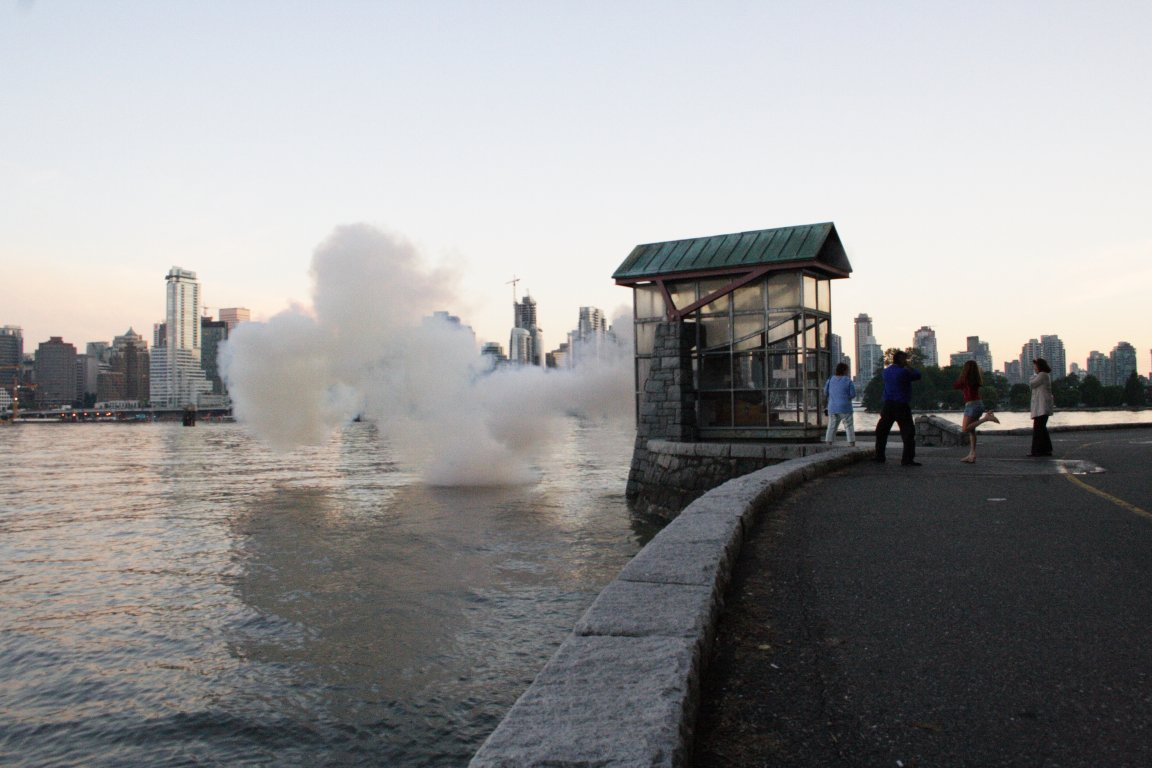
I Vancouver i Kanada avlossas ett kanonskott varje kväll klockan nio, ursprungligen en viktig tidssignal för skepp som låg till ankars utanför staden.

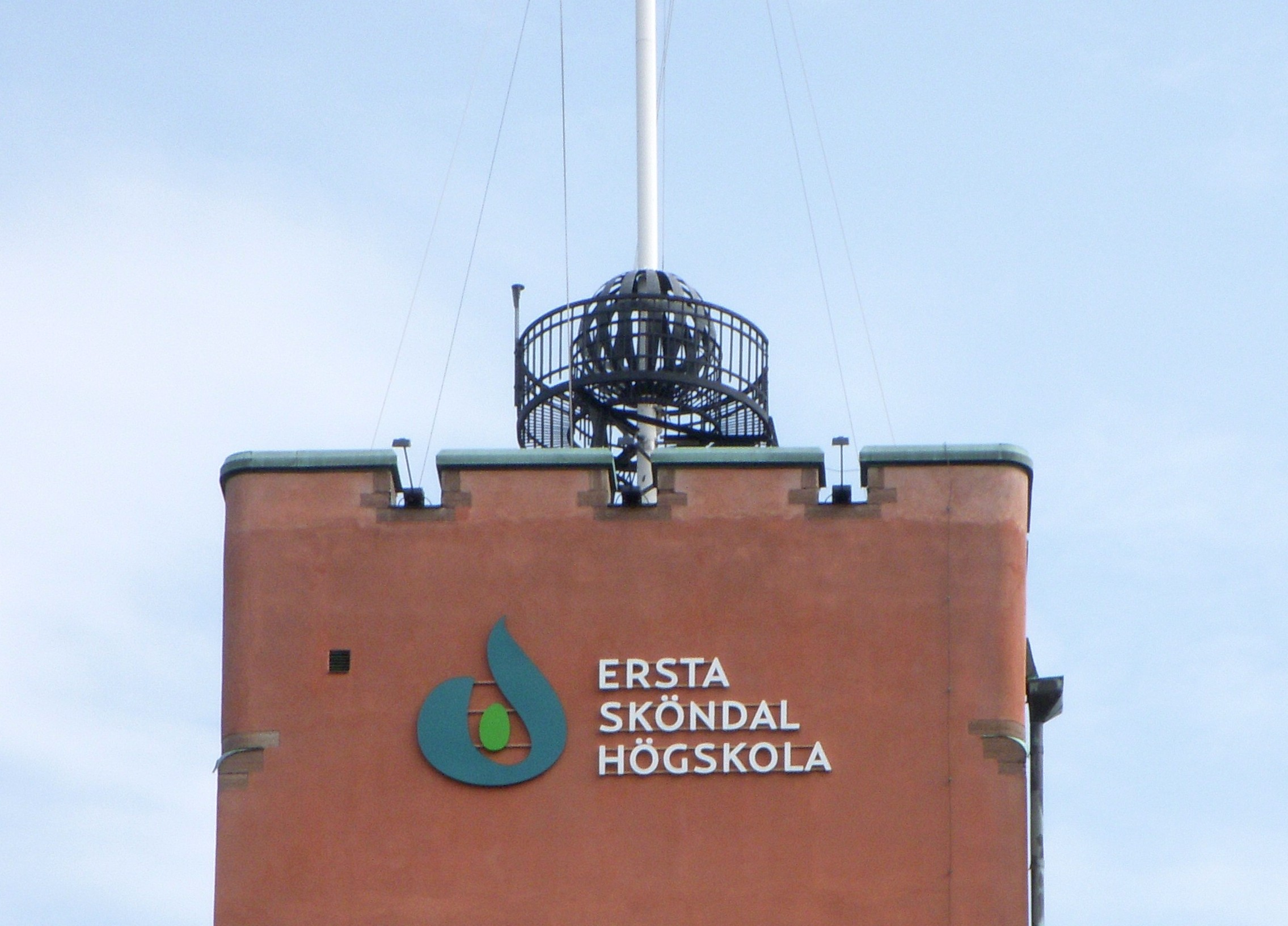
Tidkulan på signalmasten i Stockholm.

Tidssignal kallas en angivelse av korrekt tid vid en viss tidpunkt, till exempel genom ljud- och ljussignaler, eller elektroniska signaler.
Tidssignaler var från början mekaniska. I Stockholm och Göteborg har en sådan tidssignal använts, genom att en tidkula placerad på Navigationsskolan i Göteborgs tak och i Navigationsskolan i Stockholms torn släpptes ned klockan 12:00 varje dag, och kulorna finns kvar än idag. Senare infördes telegrafiska tidssignaler, som till exempel användes för att justera klockorna på järnvägsstationer.
Med den trådlösa radions utbyggnad infördes radiosända tidssignaler. Sveriges Radio sände en tidssignal strax före klockan 13:00 varje dag åren 1925–1993.  Fortfarande finns ett antal radiosändare världen över som sänder tidssignaler på kortvåg eller långvåg. Sändaren DCF77 i Mainflingen utanför Frankfurt, Tyskland, sänder på 77 kHz med 50 kW uteffekt sänder tidssignaler på långvåg som brukar styra våra radiostyrda klockor. Den franska sändaren TDF sänder istället med 2000 kW på 162 kHz. I Sverige hör man bäst tidssignalerna från en sändare i Moskva med anropssignalen RWM som sänder tidssignaler dygnet runt på kortvåg på frekvenserna 4996, 9996 och 14996 kHz. RWM sänder sin tidssignal inte med AM utan med SSB vilket kräver en radiomottagare med BFO (beatoscillator) för att höras bra.
Väckarklockor kan synkroniseras kontinuerligt med tidssignal som sänds via radiosignaler så att den går rätt så länge mottagningen fungerar.
Digitaliseringen av telefoni och TV har försämrat tidsnoggrannheten på utsändningarna. När analoga utsändningar användes var både Fröken Ur och klockan i TV väl synkroniserad med en precision på en tiondels sekund genom tidssignalerna.  Men den digitala telefonin gör att Fröken Ur släpar efter med några tiondels sekunder, och digital-TV-sändningarna släpar efter med en till två sekunder. Detta beror på att den digitala tekniken oftast klumpar ihop information i paket som sedan ska bearbetas i olika steg, medan den analoga tekniken fungerar på ett mer direkt sätt men med andra brister.
I dag kan datoranslutna klockor synkroniseras över Internet med särskilda protokoll för ändamålet, som Network Time Protocol (NTP).